# Diastata vagans
Diastata vagans – gatunek muchówki z rodziny Diastatidae i podrodziny Diastatinae.
Gatunek ten opisany został w 1864 roku przez F. Hermanna Loewa.
Muchówka o ciele długości od 2,5 do 3 mm. Głowę ma żółtą, zaopatrzoną w wibrysy i skrzyżowane szczecinki zaciemieniowe. Czułki również ma żółte. Tułów cechuje gęsto, pośrodku brązowawo a po bokach szarawo opylone śródplecze oraz mezopleury z rozproszonym owłosieniem powierzchni i szczecinkami na tylnych brzegach. Skrzydła mają brązowo przydymione obrzeżenie tylnej żyłki poprzecznej i przednią krawędź na długości prawie całej pierwszej komórki radialnej, natomiast nie występuje na nich przydymienie brzegów przedniej żyłki poprzecznej ani ciemne plamy na wierzchołkach. Odnóża odznaczają się dobrze rozwiniętymi szczecinkami przedwierzchołkowymi goleni. Czarny odwłok ma poprzeczne, biało porośnięte przepaski.
Owad znany z Wielkiej Brytanii, Holandii, Niemiec, Danii, Finlandii, Szwajcarii, Austrii, Włoch, Polski, Czech, Słowacji, Węgier, Rumunii, północnoeuropejskiej części Rosji, wschodniej Palearktyki i nearktycznej Ameryki Północnej.